# Merionoeda nigrella
Merionoeda nigrella là một loài bọ cánh cứng trong họ Cerambycidae.